# Греблина (Конятинська сільська громада)
Гре́блина — село у Конятинській сільській громаді Вижницького району Чернівецької області України.

## Географія
Село розташоване неподалік від села Дихтинець та приблизно за 40 км. автошляхами від міста Вижниця.

## Історія
З 1991 року село в складі незалежної України.
26 січня 2017 року шляхом об'єднання Довгопільської, Конятинської та Яблуницької сільських рад село увійшло до Конятинської сільської громади..

## Населення
Населення становить 184 осіб.